# PLK (Rapper)/Diskografie
Diese Diskografie ist eine Übersicht über die musikalischen Werke des französischen Rappers PLK. Den Schallplattenauszeichnungen zufolge hat er bisher mehr als 14,9 Millionen Tonträger verkauft, davon alleine in seiner Heimat über 14,8 Millionen. Seine erfolgreichste Veröffentlichung ist das Album Enna mit über 500.000 verkauften Einheiten.

## Alben

### Studioalben
| Jahr | Titel Musiklabel                                                | Höchstplatzierung, Gesamtwochen, AuszeichnungChartplatzierungen (Jahr, Titel, Musiklabel, Platzierungen, Wochen, Auszeichnungen, Anmerkungen) | Höchstplatzierung, Gesamtwochen, AuszeichnungChartplatzierungen (Jahr, Titel, Musiklabel, Platzierungen, Wochen, Auszeichnungen, Anmerkungen) | Höchstplatzierung, Gesamtwochen, AuszeichnungChartplatzierungen (Jahr, Titel, Musiklabel, Platzierungen, Wochen, Auszeichnungen, Anmerkungen) | Anmerkungen                                                                              | [↑]: gemeinsam behandelt mit vorhergehendem Eintrag; [←]: in beiden Charts platziert |
| Jahr | Titel Musiklabel                                                | FR | BEW | CH | Anmerkungen                                                                              |                                                                                      |
| ---- | --------------------------------------------------------------- | --- | --- | --- | ---------------------------------------------------------------------------------------- | ------------------------------------------------------------------------------------ |
| 2018 | Polak Enna / Panenka Music                                      | FR6 ×3Dreifachplatin · (153 Wo.)FR | BEW9 (275 Wo.)BEW | CH31 (3 Wo.)CH | Erstveröffentlichung: 5. Oktober 2018 Re-Release mit drei neuen Liedern: 1. Februar 2019 |                                                                                      |
| 2020 | Enna Enna / Panenka Music                                       | FR2 Diamant · (156 Wo.)FR | BEW3 (… Wo.)BEW | CH5 (7 Wo.)CH | Erstveröffentlichung: 28. August 2020                                                    |                                                                                      |
| 2021 | Enna Boost Enna / Panenka Music[FR: ↑][BEW: ↑][CH: ↑]           | FR2 Diamant · (156 Wo.)FR | BEW3 (… Wo.)BEW | CH5 (7 Wo.)CH | Erstveröffentlichung: 12. November 2021                                                  |                                                                                      |
| 2023 | 2069’ Enna / Panenka Music                                      | FR2 Platin · (… Wo.)FR | BEW2 (81 Wo.)BEW | CH2 (7 Wo.)CH | Erstveröffentlichung: 13. April 2023                                                     |                                                                                      |
| 2024 | Chambre 140 Enna / Panenka Music                                | FR1 ×3Dreifachplatin · (… Wo.)FR | BEW1 (… Wo.)BEW | CH1 (28 Wo.)CH | Erstveröffentlichung: 19. Januar 2024                                                    |                                                                                      |
| 2024 | Chambre 140 (Part.2) Enna / Panenka Music[FR: ↑][BEW: ↑][CH: ↑] | FR1 ×3Dreifachplatin · (… Wo.)FR | BEW1 (… Wo.)BEW | CH1 (28 Wo.)CH | Erstveröffentlichung: 25. Januar 2024                                                    |                                                                                      |
| 2024 | Chambre 140 (Part.3) Enna / Panenka Music[FR: ↑]                | FR1 ×3Dreifachplatin · (… Wo.)FR | BEW2 (… Wo.)BEW[CH: ↑] | CH1 (28 Wo.)CH | Erstveröffentlichung: 1. Februar 2024                                                    |                                                                                      |

### Mixtapes
| Jahr | Titel Musiklabel            | Höchstplatzierung, Gesamtwochen, AuszeichnungChartplatzierungen (Jahr, Titel, Musiklabel, Platzierungen, Wochen, Auszeichnungen, Anmerkungen) | Höchstplatzierung, Gesamtwochen, AuszeichnungChartplatzierungen (Jahr, Titel, Musiklabel, Platzierungen, Wochen, Auszeichnungen, Anmerkungen) | Höchstplatzierung, Gesamtwochen, AuszeichnungChartplatzierungen (Jahr, Titel, Musiklabel, Platzierungen, Wochen, Auszeichnungen, Anmerkungen) | Anmerkungen                              |
| Jahr | Titel Musiklabel            | FR | BEW | CH | Anmerkungen                              |
| ---- | --------------------------- | --- | --- | --- | ---------------------------------------- |
| 2017 | Ténébreux Panenka Music     | FR35 Gold · (17 Wo.)FR | BEW48 (7 Wo.)BEW | — | Erstveröffentlichung: 8. September 2017  |
| 2018 | Platinum Panenka Music      | FR13 Platin · (33 Wo.)FR | BEW30 (30 Wo.)BEW | CH90 (1 Wo.)CH | Erstveröffentlichung: 30. März 2018      |
| 2019 | Mental Enna / Panenka Music | FR2 ×2Doppelplatin · (148 Wo.)FR | BEW5 (204 Wo.)BEW | CH15 (3 Wo.)CH | Erstveröffentlichung: 13. September 2019 |

## Singles

### Als Leadmusiker
| Jahr | Titel Album                               | Höchstplatzierung, Gesamtwochen, AuszeichnungChartplatzierungen (Jahr, Titel, Album, Platzierungen, Wochen, Auszeichnungen, Anmerkungen) | Höchstplatzierung, Gesamtwochen, AuszeichnungChartplatzierungen (Jahr, Titel, Album, Platzierungen, Wochen, Auszeichnungen, Anmerkungen) | Höchstplatzierung, Gesamtwochen, AuszeichnungChartplatzierungen (Jahr, Titel, Album, Platzierungen, Wochen, Auszeichnungen, Anmerkungen) | Anmerkungen                                         |
| Jahr | Titel Album                               | FR | BEW | CH | Anmerkungen                                         |
| --- | ----------------------------------------- | --- | --- | --- | --------------------------------------------------- |
| 2018 | Pas les mêmes Platinum                    | FR129 Gold · (4 Wo.)FR | — | — | Erstveröffentlichung: 16. Januar 2018               |
| 2018 | Dis-moi oui Platinum                      | FR60 Platin · (10 Wo.)FR | — | — | Erstveröffentlichung: 1. März 2018                  |
| 2018 | 250 Polak                                 | FR89 (4 Wo.)FR | — | — | Erstveröffentlichung: 10. September 2018            |
| 2018 | Monégasque Polak                          | FR33 Diamant · (36 Wo.)FR | — | — | Erstveröffentlichung: 5. Oktober 2018               |
| 2019 | Dingue Polak (Re-Release)                 | FR22 Diamant · (28 Wo.)FR | — | — | Erstveröffentlichung: 1. Februar 2019               |
| 2019 | Problèmes Mental                          | FR6 Diamant · (46 Wo.)FR | BEW37 (3 Wo.)BEW | — | Erstveröffentlichung: 19. Juli 2019                 |
| 2019 | Un peu de haine Mental                    | FR1 Diamant · (47 Wo.)FR | BEW19 (7 Wo.)BEW | CH44 (2 Wo.)CH | Erstveröffentlichung: 13. September 2019            |
| 2020 | C’est mort Enna                           | FR8 Diamant · (19 Wo.)FR | BEW42 (1 Wo.)BEW | — | Erstveröffentlichung: 10. Juli 2020                 |
| 2020 | Bénef Enna                                | FR14 Platin · (14 Wo.)FR | BEW37 (1 Wo.)BEW | — | Erstveröffentlichung: 31. Juli 2020                 |
| 2020 | On sait jamais Enna                       | FR3 Diamant · (22 Wo.)FR | BEW46 (1 Wo.)BEW | CH37 (2 Wo.)CH | Erstveröffentlichung: 4. September 2020 feat. Niska |
| 2020 | Pilote Enna                               | FR5 Diamant · (87 Wo.)FR | BEW42 (2 Wo.)BEW | CH42 (5 Wo.)CH | Erstveröffentlichung: 9. Oktober 2020 feat. Hamza   |
| 2021 | Pas bien En Passant Pécho BO              | FR33 (6 Wo.)FR | — | — | Erstveröffentlichung: 9. Februar 2021 mit Kore      |
| 2021 | A la base Enna Boost                      | FR6 Platin · (17 Wo.)FR | BEW39 (2 Wo.)BEW | CH72 (1 Wo.)CH | Erstveröffentlichung: 15. Oktober 2021              |
| 2023 | Décembre 2069’                            | FR17 Gold · (14 Wo.)FR | — | — | Erstveröffentlichung: 27. Februar 2023              |
| 2023 | Périph Chambre 140                        | FR11 Platin · (19 Wo.)FR | BEW— GoldBEW | — | Erstveröffentlichung: 14. Dezember 2023             |
| Folgende Lieder erschienen nicht als Single, wurden aber durch das Album zum Download und Streaming bereitgestellt und konnten somit eine Platzierung erlangen: |                                           | | | |                                                     |
| |                                           | | | |                                                     |
| 2018 | A A A Platinum                            | FR146 Gold · (2 Wo.)FR | — | — |                                                     |
| 2018 | Pas besoin Platinum                       | FR178 (1 Wo.)FR | — | — |                                                     |
| 2018 | Hier Polak                                | FR16 Platin · (13 Wo.)FR | — | — | feat. Sch                                           |
| 2018 | Waow Polak                                | FR32 Gold · (5 Wo.)FR | — | — | feat. Nekfeu                                        |
| 2018 | Polak                                     | FR67 Gold · (4 Wo.)FR | — | — |                                                     |
| 2018 | Idiote Polak                              | FR75 Platin · (3 Wo.)FR | — | — |                                                     |
| 2018 | Séparer Polak                             | FR104 (2 Wo.)FR | — | — |                                                     |
| 2018 | Bunkoeur Polak                            | FR105 Gold · (2 Wo.)FR | — | — |                                                     |
| 2018 | Intro Polak                               | FR109 (2 Wo.)FR | — | — |                                                     |
| 2018 | Ils nous comprennent pas Polak            | FR117 (2 Wo.)FR | — | — |                                                     |
| 2018 | Le sel Polak                              | FR119 (1 Wo.)FR | — | — |                                                     |
| 2018 | Gozier Polak                              | FR127 (2 Wo.)FR | — | — | feat. Paluch                                        |
| 2018 | Weed Polak                                | FR142 (1 Wo.)FR | — | — |                                                     |
| 2018 | Émotif (Booska 1h) Polak (Re-Release)     | FR39 Diamant · (145 Wo.)FR | — | — |                                                     |
| 2018 | Sans suite Polak (Re-Release)             | FR150 (1 Wo.)FR | — | — |                                                     |
| 2019 | Toute l’année Mental                      | FR16 Platin · (10 Wo.)FR | — | — | feat. Timal                                         |
| 2019 | Hola Mental                               | FR22 Platin · (6 Wo.)FR | — | — |                                                     |
| 2019 | Arai Mental                               | FR25 Gold · (4 Wo.)FR | — | — |                                                     |
| 2019 | Cartelo Mental                            | FR30 Gold · (4 Wo.)FR | — | — | feat. Maes                                          |
| 2019 | Nana Mental                               | FR33 Gold · (4 Wo.)FR | — | — |                                                     |
| 2019 | Travailler Mental                         | FR43 (3 Wo.)FR | — | — |                                                     |
| 2019 | Tout recommencer Mental                   | FR48 Platin · (3 Wo.)FR | — | — | feat. Tessa B                                       |
| 2019 | Meilleur cauchemar Mental                 | FR50 (2 Wo.)FR | — | — |                                                     |
| 2019 | Mental                                    | FR76 (2 Wo.)FR | — | — |                                                     |
| 2019 | Ma génération Mental                      | FR79 (2 Wo.)FR | — | — |                                                     |
| 2019 | V2V Mental                                | FR86 (2 Wo.)FR | — | — |                                                     |
| 2019 | Intr100000 Mental                         | FR88 (1 Wo.)FR | — | — |                                                     |
| 2019 | RS3 Mental                                | FR98 (1 Wo.)FR | — | — |                                                     |
| 2019 | Temps perdu Mental                        | FR102 (1 Wo.)FR | — | — |                                                     |
| 2019 | TT Mental                                 | FR103 (1 Wo.)FR | — | — |                                                     |
| 2019 | Le P Mental                               | FR110 (1 Wo.)FR | — | — |                                                     |
| 2020 | Chandon et Moët Enna                      | FR10 Platin · (13 Wo.)FR | — | — | feat. Heuss l’Enfoiré                               |
| 2020 | Les comptes Enna                          | FR11 Gold · (7 Wo.)FR | — | — |                                                     |
| 2020 | Dans les clips Enna                       | FR12 Platin · (8 Wo.)FR | — | CH71 (1 Wo.)CH |                                                     |
| 2020 | Billet d’20 Enna                          | FR13 Gold · (6 Wo.)FR | — | — |                                                     |
| 2020 | Pourtant Enna                             | FR17 Platin · (6 Wo.)FR | — | — |                                                     |
| 2020 | Dégaine de bandit Enna                    | FR18 Gold · (5 Wo.)FR | — | — |                                                     |
| 2020 | Toutes générations Enna                   | FR20 Gold · (6 Wo.)FR | — | — | feat. Rim'K                                         |
| 2020 | Mamie Enna                                | FR22 Gold · (4 Wo.)FR | — | — |                                                     |
| 2020 | Alleluia Enna                             | FR23 (4 Wo.)FR | — | — |                                                     |
| 2020 | Au fond d’ma tête Enna                    | FR26 Gold · (7 Wo.)FR | — | — |                                                     |
| 2020 | Calme Enna                                | FR28 (3 Wo.)FR | — | — |                                                     |
| 2020 | Terrible Enna                             | FR30 Gold · (4 Wo.)FR | — | — |                                                     |
| 2020 | 3 en 1 Enna                               | FR31 (3 Wo.)FR | — | — |                                                     |
| 2020 | La vie c’est marrant Enna                 | FR35 (3 Wo.)FR | — | — |                                                     |
| 2021 | Attentat Enna Boost                       | FR4 Diamant · (59 Wo.)FR | BEW43 (2 Wo.)BEW | CH63 (5 Wo.)CH | feat. Oboy                                          |
| 2021 | Incontrolables Enna Boost                 | FR19 Gold · (4 Wo.)FR | — | — | feat Sch                                            |
| 2021 | R.A.F Enna Boost                          | FR22 Platin · (3 Wo.)FR | — | — |                                                     |
| 2021 | Hubert et Saïd Enna Boost                 | FR27 Gold · (3 Wo.)FR | — | — |                                                     |
| 2021 | En ville Enna Boost                       | FR33 (2 Wo.)FR | — | — | feat. SDM                                           |
| 2021 | Boost Enna Boost                          | FR42 (1 Wo.)FR | — | — |                                                     |
| 2021 | Si ça marche plus Enna Boost              | FR48 (1 Wo.)FR | — | — |                                                     |
| 2021 | Amérique Enna Boost                       | FR51 (3 Wo.)FR | — | — |                                                     |
| 2021 | Perdu Enna Boost                          | FR52 (1 Wo.)FR | — | — |                                                     |
| 2021 | 10 millions Enna Boost                    | FR87 (1 Wo.)FR | — | — |                                                     |
| 2023 | Demain 2069’                              | FR1 Diamant · (52 Wo.)FR | BEW13 (11 Wo.)BEW | CH25 (4 Wo.)CH | Videoauskopplung: 14. April 2023                    |
| 2023 | Nouvelles 2069’                           | FR3 Diamant · (77 Wo.)FR | BEW41 (3 Wo.)BEW | CH76 (1 Wo.)CH |                                                     |
| 2023 | 10 minutes 2069’                          | FR4 Gold · (6 Wo.)FR | BEW37 (1 Wo.)BEW | CH70 (1 Wo.)CH | feat. Dinos Punchlinovic                            |
| 2023 | 7/7 2069’                                 | FR6 Gold · (6 Wo.)FR | — | — | feat. Kerchak                                       |
| 2023 | Cash 2069’                                | FR9 (4 Wo.)FR | — | — |                                                     |
| 2023 | Pol-ak 2069’                              | FR10 (3 Wo.)FR | — | — |                                                     |
| 2023 | Pelo 2069’                                | FR11 Gold · (5 Wo.)FR | — | — |                                                     |
| 2023 | Pas de sentiments 2069’                   | FR16 (3 Wo.)FR | — | — |                                                     |
| 2023 | Panama bende 2069’                        | FR23 (2 Wo.)FR | — | — |                                                     |
| 2024 | Ça mène à rien Chambre 140                | FR2 Diamant · (42 Wo.)FR | BEW18 Platin · (5 Wo.)BEW | CH26 (3 Wo.)CH | feat. Gazo                                          |
| 2024 | La nuit Chambre 140                       | FR8 Gold · (6 Wo.)FR | BEW43 (1 Wo.)BEW | CH97 (1 Wo.)CH | feat. TIF                                           |
| 2024 | Il pleut à Paris Chambre 140              | FR10 Platin · (38 Wo.)FR | BEW— GoldBEW | — |                                                     |
| 2024 | EA7 Chambre 140                           | FR14 (5 Wo.)FR | — | — |                                                     |
| 2024 | À l’envers Chambre 140                    | FR20 (4 Wo.)FR | — | — |                                                     |
| 2024 | Gare du Nord Chambre 140                  | FR26 (3 Wo.)FR | — | — |                                                     |
| 2024 | Flash Chambre 140                         | FR27 (3 Wo.)FR | — | — |                                                     |
| 2024 | Sun Chambre 140                           | FR48 (2 Wo.)FR | — | — |                                                     |
| 2024 | Interlude * (Part. 1) Chambre 140         | FR64 (2 Wo.)FR | — | — |                                                     |
| 2024 | * (Part. 1) Chambre 140                   | FR82 (2 Wo.)FR | — | — |                                                     |
| 2024 | En mieux Chambre 140 (Part.2)             | FR7 Gold · (12 Wo.)FR | BEW38 (2 Wo.)BEW | CH61 (1 Wo.)CH | mit Hamza                                           |
| 2024 | Mignon tout plein Chambre 140 (Part.2)    | FR17 Gold · (10 Wo.)FR | — | — |                                                     |
| 2024 | Bikini Bottom Chambre 140 (Part.2)        | FR25 Gold · (12 Wo.)FR | — | — |                                                     |
| 2024 | Dangereux Chambre 140 (Part.2)            | FR41 (2 Wo.)FR | — | — |                                                     |
| 2024 | P*tain Chambre 140 (Part.2)               | FR47 (3 Wo.)FR | — | — |                                                     |
| 2024 | J’attains Chambre 140 (Part.2)            | FR55 (2 Wo.)FR | — | — |                                                     |
| 2024 | Chambre 140 Chambre 140 (Part.2)          | FR67 (2 Wo.)FR | — | — |                                                     |
| 2024 | Avec les miens Chambre 140 (Part.2)       | FR68 (2 Wo.)FR | — | — |                                                     |
| 2024 | Interlude*** Chambre 140 (Part.2)         | FR105 (1 Wo.)FR | — | — |                                                     |
| 2024 | Faut pas Chambre 140 (Part.3)             | FR5 Diamant · (75 Wo.)FR | BEW42 Platin · (1 Wo.)BEW | CH33 (1 Wo.)CH | feat. Jul                                           |
| 2024 | Chouchou Chambre 140 (Part.3)             | FR32 Gold · (4 Wo.)FR | — | — |                                                     |
| 2024 | Ça fait longtemps Chambre 140 (Part.3)    | FR44 (2 Wo.)FR | — | — |                                                     |
| 2024 | Onana Chambre 140 (Part.3)                | FR57 (2 Wo.)FR | — | — |                                                     |
| 2024 | La vraie vie Chambre 140 (Part.3)         | FR74 (1 Wo.)FR | — | — |                                                     |
| 2024 | 1€/1EU Chambre 140 (Part.3)               | FR84 (1 Wo.)FR | — | — |                                                     |
| 2024 | Mon poto Chambre 140 (Part.3)             | FR97 (1 Wo.)FR | — | — |                                                     |
| 2024 | Une pêche une patate Chambre 140 (Part.3) | FR99 (1 Wo.)FR | — | — |                                                     |
| 2024 | Interlude***** Chambre 140 (Part.3)       | FR200 (1 Wo.)FR | — | — |                                                     |

### Als Gastmusiker
| Jahr | Titel Album                             | Höchstplatzierung, Gesamtwochen, AuszeichnungChartplatzierungen (Jahr, Titel, Album, Platzierungen, Wochen, Auszeichnungen, Anmerkungen) | Höchstplatzierung, Gesamtwochen, AuszeichnungChartplatzierungen (Jahr, Titel, Album, Platzierungen, Wochen, Auszeichnungen, Anmerkungen) | Höchstplatzierung, Gesamtwochen, AuszeichnungChartplatzierungen (Jahr, Titel, Album, Platzierungen, Wochen, Auszeichnungen, Anmerkungen) | Anmerkungen                                                      |
| Jahr | Titel Album                             | FR | BEW | CH | Anmerkungen                                                      |
| --- | --------------------------------------- | --- | --- | --- | ---------------------------------------------------------------- |
| 2019 | Jamais MVP                              | FR6 Platin · (28 Wo.)FR | BEW31 (3 Wo.)BEW | CH76 (1 Wo.)CH | Erstveröffentlichung: 4. Dezember 2019 Mister V feat. PLK        |
| 2019 | Jack Fuego –                            | FR— DiamantFR | — | — | Erstveröffentlichung: 26. Dezember 2019 SDM feat. PLK            |
| 2020 | Mec de cité La spé                      | FR24 Gold · (19 Wo.)FR | — | — | Erstveröffentlichung: 7. Februar 2020 Yaro feat. Ninho & PLK     |
| 2020 | Train de vie Virus: avant l’album       | FR11 Diamant · (26 Wo.)FR | — | — | Erstveröffentlichung: 17. April 2020 Leto feat. PLK              |
| 2023 | Quand tout s’enflamme Années Sauvages   | FR26 Gold · (5 Wo.)FR | — | — | Erstveröffentlichung: 3. Februar 2023 Georgio feat. PLK          |
| 2023 | Fisheye Plus fort que l’orage           | FR69 (2 Wo.)FR | — | — | Erstveröffentlichung: 30. März 2023 Bekar feat. PLK              |
| 2024 | 4Motion La vie continue                 | FR15 Platin · (18 Wo.)FR | BEW— GoldBEW | CH68 (1 Wo.)CH | Erstveröffentlichung: 29. Februar 2024 Maes feat. PLK            |
| 2024 | Confidences Pygmalion                   | FR15 Diamant · (36 Wo.)FR | BEW40 Platin · (8 Wo.)BEW | — | Erstveröffentlichung: 9. Mai 2024 Vacra feat. PLK                |
| 2024 | Allez –                                 | FR36 (5 Wo.)FR | — | — | Erstveröffentlichung: 11. Juli 2024 Soso Maness feat. PLK & Naps |
| Folgende Lieder erschienen nicht als Single, wurden aber durch das Album zum Download und Streaming bereitgestellt und konnten somit eine Platzierung erlangen: |                                         | | | |                                                                  |
| |                                         | | | |                                                                  |
| 2018 | Lambo Taxi 5                            | FR121 (2 Wo.)FR | — | — | Mister V feat. PLK                                               |
| 2019 | Comme à l’ancienne Rêves de Gosse       | FR128 (1 Wo.)FR | — | — | RK feat. PLK                                                     |
| 2020 | Promis Caliente                         | FR17 Gold · (4 Wo.)FR | — | — | Timal feat. PLK                                                  |
| 2020 | 230 Famous                              | FR70 Gold · (3 Wo.)FR | — | — | Lefa feat. PLK                                                   |
| 2020 | Omar Détail                             | FR17 (4 Wo.)FR | — | — | Koba LaD feat. PLK                                               |
| 2020 | Aminata Blo II                          | FR71 (1 Wo.)FR | — | — | 13 Block feat. PLK                                               |
| 2021 | Tu vois comment? Dans les mains         | FR7 Gold · (10 Wo.)FR | — | — | Zkr feat. PLK                                                    |
| 2021 | Cosmos ADN                              | FR7 Gold · (22 Wo.)FR | — | — | Rim'K feat. PLK                                                  |
| 2021 | Le bruit des applaudissements Ocho      | FR30 Gold · (7 Wo.)FR | — | — | SDM feat. PLK                                                    |
| 2021 | Arriba Oso                              | FR136 (1 Wo.)FR | — | — | Caballero feat. PLK                                              |
| 2021 | Petrouchka Avec le temps                | FR1 Diamant · (66 Wo.)FR | BEW1 Gold · (21 Wo.)BEW | CH15 Gold · (13 Wo.)CH | Soso Maness feat. PLK                                            |
| 2021 | Bordel Oso                              | FR126 (1 Wo.)FR | — | — | Tiitof feat. PLK                                                 |
| 2022 | Nuage qui passe Zonard des étoiles      | FR55 (3 Wo.)FR | — | — | Nessbeal feat. PLK                                               |
| 2022 | Mauvais dans le fond SZR 2001           | FR11 Gold · (4 Wo.)FR | BEW47 (1 Wo.)BEW | CH99 (1 Wo.)CH | S-Crew feat. PLK & Doums                                         |
| 2022 | Mondéo Pull à capuche et billets mauves | FR70 (2 Wo.)FR | — | — | Doums feat. PLK                                                  |
| 2022 | Saigne Cullinan: Gelée Royale Pt. 1     | FR34 (4 Wo.)FR | — | — | Dadju feat. PLK                                                  |
| 2022 | Parle-moi Cullinan: Gelée Royale Pt. 1  | FR94 Gold · (1 Wo.)FR | — | — | Dadju feat. PLK                                                  |
| 2022 | Des fois Cullinan: Gelée Royale Pt. 1   | FR117 (1 Wo.)FR | — | — | Dadju feat. PLK                                                  |
| 2023 | Gris nardo Caméléon+                    | FR150 (1 Wo.)FR | — | — | Zkr feat. PLK                                                    |
| 2023 | Escorte Carré                           | FR6 Platin · (24 Wo.)FR | — | — | Werenoi feat. PLK                                                |
| 2023 | Postiché La route est longue            | FR4 Gold · (12 Wo.)FR | — | CH99 (1 Wo.)CH | Jul feat. PLK                                                    |
| 2024 | Ledger Veni vidi vici                   | FR74 (1 Wo.)FR | — | — | Lacrim feat. PLK                                                 |
| 2024 | En pétard Pyramide 2                    | FR25 (3 Wo.)FR | — | — | Werenoi feat. PLK                                                |
| 2025 | Alicante Comment t’Aimer sans diamants? | FR39 (14 Wo.)FR | — | — | Karmen feat. PLK                                                 |
| 2025 | Alicante Comment t’aimer sans diamants? | FR39 Gold · (12 Wo.)FR | — | — | Karmen feat. PLK                                                 |
| 2025 | On fait les choses Tout droit           | FR79 (… Wo.)FR | — | — | Niaks feat. PLK                                                  |

## Statistik

### Chartauswertung
|                     | FR    | BEW     | CH    |
| ------------------- | ----- | ------- | ----- |
| Nummer-eins-Alben   | FR1FR | BEW1BEW | CH1CH |
| Top-10-Alben        | FR5FR | BEW6BEW | CH3CH |
| Alben in den Charts | FR7FR | BEW8BEW | CH6CH |

|                       | FR      | BEW      | CH     |
| --------------------- | ------- | -------- | ------ |
| Nummer-eins-Singles   | FR3FR   | BEW1BEW  | CH—CH  |
| Top-10-Singles        | FR25FR  | BEW1BEW  | CH—CH  |
| Singles in den Charts | FR141FR | BEW19BEW | CH18CH |

### Auszeichnungen für Musikverkäufe
| Goldene Schallplatte - Frankreich - 2023: für das Lied Ténébreux - 2024: für das Lied Pas ce soir - 2024: für das Lied Aimer | Platin-Schallplatte - Frankreich - 2024: für das Lied All Night Diamantene Schallplatte - Frankreich - 2025: für das Lied Copine |

Anmerkung: Auszeichnungen in Ländern aus den Charttabellen bzw. Chartboxen sind in ebendiesen zu finden.
| Land/RegionAuszeichnungen für Musikverkäufe (Land/Region, Auszeichnungen, Verkäufe, Quellen) | Gold       | Platin       | Diamant       | Verkäufe   | Quellen         |
| -------------------------------------------------------------------------------------------- | ---------- | ------------ | ------------- | ---------- | --------------- |
| Belgien (BRMA)                                                                               | 4× Gold4   | 3× Platin3   | —             | 100.000    | ultratop.be     |
| Frankreich (SNEP)                                                                            | 41× Gold41 | 28× Platin28 | 19× Diamant19 | 14.816.657 | snepmusique.com |
| Schweiz (IFPI)                                                                               | Gold1      | —            | —             | 10.000     | hitparade.ch    |
| Insgesamt                                                                                    | 46× Gold46 | 31× Platin31 | 19× Diamant19 |            |                 |